# Tapholeon uniarticulatus
Tapholeon uniarticulatus är en kräftdjursart som beskrevs av Wells 1967. Tapholeon uniarticulatus ingår i släktet Tapholeon och familjen Laophontidae. Inga underarter finns listade i Catalogue of Life.